# 高サッサンドラ州
高サッサンドラ州(Région du Haut-Sassandra)は、コートジボワール南西部のサッサンドラ＝マラウェ地方西部の州。
州都はダロア。
2014年の人口は約143.1万人。

## 地理
- 北：ウォロドゥーグー州
- 北東：ベレ州
- 東：マラウェ州
- 南東：ゴー州
- 南：ナワ州
- 西：グエモン州

## 行政区画
- ダロア
- イッシア
- バボウア